# Lviv

Lviv (ukrainska: Львів, Lviv uttal (fil); polska: Lwów; litauiska: Lvovas; tyska: Lemberg; jiddisch: לעמב(ע)ריק, Lemb(e)rik; franska: Leopol; latin: Leopolis; ryska: Львов, Lvov) är en stad i västra delen av Ukraina, belägen i Lviv oblast, vid foten av Karpaterna, cirka 80 kilometer från gränsen mot Polen. I äldre svenskt språkbruk användes det tyska namnet Lemberg med svenskt uttal. Lviv ligger vid floden Poltva, en biflod till Bug. Lviv har cirka 721 500 invånare (2021).
Lviv är den viktigaste staden i det ukrainskspråkiga västra Ukraina och har många olika industrier. Under sovjettiden var tidigare busstillverkaren LAZ en stor arbetsgivare. I staden finns ett stort antal sevärda byggnader, bland annat kyrkor från renässansen. Lvivs universitet grundades 1661. Sedan 1998 är staden upptagen på Unescos världsarvslista.

## Namn
Då Lviv har haft en befolkning med många olika etniska ursprung har staden många olika namn: 
- ukrainska: Львів, Lviv [3]
- polska: Lwów [3]
- tyska: Lemberg, även Loewenburg [3]
- jiddisch: לעמב(ע)ריק Lemb(e)rik [3][4]
- latin, franska, spanska: Leopolis [3]
- ryska: Львов, Lvov [3]

## Historik
Staden grundades, enligt Halytj-Wolynkrönikan, år 1256 av furst Danylo Romanowytj (Halytskyj) och uppkallades efter dennes son Leo. Den har traditionellt varit Galiziens huvudstad.
Lviv har i tur och ordning tillhört Kievriket, Kungariket Galizien-Volynien, Kungariket Polen, Polen-Litauen, Habsburgska monarkin, Kejsardömet Österrike, Österrike-Ungern, Västukrainska folkrepubliken, Polen, Sovjetunionen och idag Ukraina. Lviv erövrades tillfälligt och plundrades av svenska trupper år 1656 då stadens slott förstördes. Under Stora nordiska kriget erövrade svenskarna den 27 augusti 1704 Lviv men lämnade staden efter två veckor.  Som huvudort i kronlandet Galizien och Lodomerien var staden under en del av första världskriget (1914–15) ockuperad av kejsardömet Ryssland, likaså under en del av andra världskriget (1941–44), då den tillhörde Sovjetunionen, av Nazityskland.
Under första världskriget hamnade Lviv flera gånger i frontlinjen för stridigheterna mellan Österrike-Ungern och Ryssland. Första slaget vid Lwów utspelades 26-30 augusti 1914, Andra slaget vid Lwów 7–10 september 1914, Tredje slaget vid Lwów 17-22 juni 1915. Genom fredsslutet 1920 tilldelades Lviv till Polen.
Staden har på grund av att den tillhört Polen en betydligt mer centraleuropeisk profil och utseende än övriga städer i dess närhet. Lviv var tidigare en viktig polsk kulturstad (år 1939 hade den cirka 300 000 invånare), men efter andra världskrigets slut, då Polens gränser ändrades kom en stor del av den polska befolkningen och polska kulturarvet att förflyttas till Polens nya västra områden, framför allt till tyska Schlesiens största stad Breslau. På order av Stalin utfördes en trippel etnisk rensning - dels av polacker från Lwów till Breslau, dels av ukrainare till det "nya" Lviv samt inte minst av tyskar från Breslau till väster om Oder-Neisselinjen.

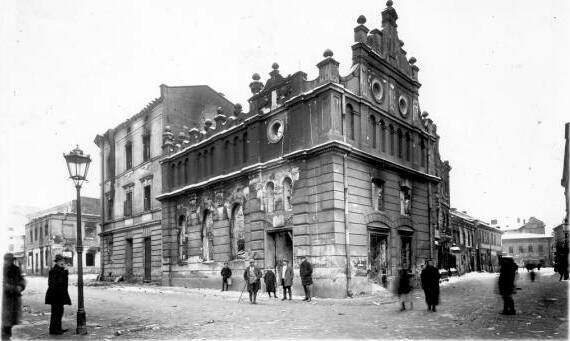
Det judiska kvarteret efter pogromen 1918.

Före andra världskriget och förintelsen fanns det i (då polska) Lwów en relativt stor judisk befolkning. Enligt beräkningar som den polska regeringen gjorde 1931 utgjorde judar 24,1 % av stadens befolkning[källa behövs]. Den judiska befolkningen blev dock näst intill helt likviderad och man uppskattar att enbart 200 till 300 av Lwóws judar överlevde förintelsen. Ett stort antal ukrainska judar mördades även under pogromer i början av 1900-talet och under andra världskriget.
Under sovjettiden var stadens ryska namn Lvov, från Ukrainas självständighet gick man i Ukraina över till att använda stadens ukrainska namn Lviv.

## Kända personer från Lviv
- Roxelana, även kallad Hürrem, kidnappad och såld som slav i Konstantinopel. Senare lagvigd hustru till sultanen Süleyman den Store.
- Muhammad Asad, översatte bland annat Koranen till engelska.
- Stefan Banach, polsk matematiker
- Aleksander Hirschberg, polsk historiker
- Stanisław Lem, polsk författare
- Ruslana Lyzjytjko, vinnare av Eurovision Song Contest 2004.
- Roman Malinowski, professor emeritus i byggnadsmateriallära vid Chalmers tekniska högskola i Göteborg.
- Ludwig von Mises, känd ekonom verksam inom den österrikiska skolan
- Richard von Mises, vetenskapsman känd för sitt arbete inom hållfasthetslära.
- Leopold von Sacher-Masoch, journalist och författare. Hans efternamn har givit namn åt masochism.
- Debora Fogel, polsk-judisk filosof och poet. Skrev på jiddisch.
- Marcus Ehrenpreis, överrabbin i Stockholm 1914–1948

## Sport
- FK Karpaty Lviv
- FK Lviv

## Vänorter[källabehövs]
- Bosnien, Banja Luka
- USA, Corning
- Sverige, Eskilstuna[8]
- Tyskland, Freiburg im Breisgau
- Georgien, Kutaisi
- Serbien, Novi Sad
- Ryssland, Sankt Petersburg
- Storbritannien, Whitstable
- Kanada, Winnipeg
- Polen, Wrocław
- Polen, Warszawa
- Polen, Kraków
- Polen, Lublin
- Polen, Łódź
- Polen, Przemyśl
- Polen, Rzeszów